# Alexis Piron
Alexis Piron (ur. 9 lipca 1689 w Dijon, zm. 21 stycznia 1773 w Paryżu) – francuski autor epigramów i dramatów.

## Życiorys
Urodził się w Dijon. Jego ojcem był Aimé Piron, tamtejszy aptekarz. Był przyjacielem Woltera. Napisał trzy dramaty historyczne Callisthene (1730), Gustave Vasa (1733) i Fernand Cortes, lecz nie odniosły one sukcesu, więc powrócił do sztuki komediowej (Metromanie (1738) – główny bohater nie może nic powiedzieć nie tworząc rymów).
Pochowany w Kościele Saint Roch w Paryżu

## Dzieła
- Les Fils ingrats (później znane jako: L’Ecole des pères) (1728, Comedie Française).
- Callisthene (1730),
- Gustave Vasa (1733)
- Fernand Cortes (1744)
- La Metromanie (1738)